# Décio Miranda
Décio Meirelles de Miranda (Belo Horizonte, 26 de junho de 1916 — Brasília, 12 de março de 2000) foi um advogado, ex-presidente da OAB, Ministro do então Tribunal Federal de Recursos , procurador-geral da República e Ministro do Supremo Tribunal Federal do Brasil. Teve ainda participação no Tribunal Superior Eleitoral sendo o único jurista a ocupar todas as cadeiras do Tribunal. Inicialmente, assumiu como juiz substituto, na categoria dos juristas, passando a titular. Mais tarde, quando já era Procurador Geral da República, acumulou no TSE a função de Procurador Geral Eleitoral. Depois disso voltou à Corte Eleitoral, como representante do Tribunal Federal de Recursos, atual STJ, como juiz substituto e posteriormente titular. Finalmente como representante do Supremo Tribunal Federal, presidiu o TSE.

## Biografia
Era filho do Dr. José Ribeiro de Miranda, que exercia a advocacia em Carangola, e D. Nair Meireles de Miranda.
Em 1933 ingressou no curso jurídico da Faculdade de Direito da Universidade de Minas Gerais, onde havia sido aprovado no primeiro lugar do vestibular, tendo-o concluído na Faculdade Nacional de Direito, da então chamada Universidade do Brasil, no Rio de Janeiro, então capital do país. Ali começa a carreira advocatícia (de 1938 a 1960, quando mudou-se para Brasília, por mais sete anos).
Foi membro do Instituto dos Advogados do Brasil desde 1943, e do seu Conselho Supremo, a partir de 1953, tendo exercido outros cargos, ali. Na Ordem dos Advogados do Brasil foi ainda membro de diversos conselhos, até ser seu Presidente, no período de outubro de 1961 a dezembro de 1962.
Foi homenageado no Brasil com o Diploma da Grande Medalha da Inconfidência, com a Medalha "Santos Dumont", com a outorga do Grau de Grande Oficial da Ordem de Rio Branco,  da Ordem do Mérito Militar, da Ordem do Mérito Judiciário do Trabalho,  da Ordem do Mérito de Brasília,  da Ordem do Mérito Judiciário Militar, da Ordem do Mérito Dom Bosco, entre outros. Recebeu homenagem individual da Casa da Moeda do Brasil, do Tribunal de Justiça do Mato Grosso, recebeu ainda a Condecoracion Del Aguila Azteca outorgada pelo Governo Mexicano.
Era casado com Maria Alice Moura Costa de Miranda.

## Magistratura suprema
Miranda foi indicado para integrar lista tríplice, como representante da classe dos Advogados, na composição do Tribunal Superior Eleitoral, na forma estabelecida pela Constituição de 1946, integrando esta Corte Suprema em várias ocasiões como substituto e, depois, como efetivo (a partir de 2 de junho de 1964). Foi membro da Comissão que elaborou o Anteprojeto de Código Eleitoral, e o Estatuto Nacional dos Partidos Políticos, que estabeleceu o bipartidarismo.
Foi Procurador-Geral da República, de 1967 a 1969 quando, após aprovação pelo Senado Federal, é nomeado Ministro do Tribunal Federal de Recursos, cargo que exerceu até 1978, tendo nele sido Vice-Presidente. Como representante deste órgão judicante, voltou a integrar o TSE, de 1976 a 1978.
Foi nomeado, por decreto de Ernesto Geisel, em 22 de junho de 1978, Ministro do Supremo Tribunal Federal - a mais alta Corte Judiciária do Brasil. Ali foi Vice-Presidente durante o biênio 1985-1987.
Foi, ainda, membro do Conselho Nacional da Magistratura.